# 로비 브레이디
로비 브레이디(1992년 1월 14일 ~)는 아일랜드 더블린 출신의 축구 선수이다. 맨체스터 유나이티드의 유소년 선수로 활약하였고 현재 프레스턴 노스 엔드 소속이다.